# Manuel Narváez
Manuel Narváez, né le 18 décembre 1981, à Bayamón, à Porto Rico, est un joueur portoricain de basket-ball. Il évolue au poste de pivot.

## Palmarès
- Finaliste des Jeux panaméricains de 2007
- Vainqueur des Jeux panaméricains de 2011
- Vainqueur des Jeux d'Amérique centrale et des Caraïbes 2010